# Crawl (película)
Crawl es una película estadounidense de terror y supervivencia de 2019 dirigida por Alexandre Aja. La cinta está escrita por Michael y Shawn Rasmussen y Aja y fue protagonizada por Kaya Scodelario, Barry Pepper, Ross Anderson, Anson Boon y José Palma.
Fue estrenada en Estados Unidos el 12 de julio de 2019 por Paramount Pictures.

## Sinopsis
Cuando un enorme huracán de categoría 5 llega a su pueblo en Florida, Haley (Kaya Scodelario) se desentiende de las órdenes de evacuación para buscar a su padre (Barry Pepper), que ha desaparecido. Tras encontrarle gravemente herido en el entresuelo de su casa, los dos quedan atrapados por la inundación que cubre rápidamente el terreno. Prácticamente sin tiempo para escapar de la tormenta que arrecia, Haley y su padre descubren que la subida del nivel del agua es el menor de sus problemas.

## Argumento
La aspirante a nadadora de la Universidad de Florida, Haley Keller, recibe una llamada de su hermana, Beth, quien le informa que el huracán Wendy de categoría 5 está en curso de colisión con Florida y le aconseja que salga del estado. Haley está preocupada por la seguridad de su padre, Dave, ya que no contesta su teléfono. Contra las instrucciones de la Policía del Estado de Florida, Haley conduce por las rutas de evacuación para encontrar a Dave. Primero va a su condominio, donde ha estado viviendo desde que él y su madre se divorciaron. Haley encuentra al perro de la familia Sugar en el condominio, pero no al propio Dave, y le preocupa que haya regresado a la casa familiar en Coral Lake, que supuestamente vendió hace años.
Haley y Sugar navegan por las calles inundadas y encuentran el camión de Dave en la casa de Coral Lake. Allí, ella desciende al espacio de rastreo debajo de la casa mientras deja a Sugar arriba, y finalmente encuentra a su padre inconsciente y herido. Cuando ella trata de arrastrarlo, su salida se ve interrumpida por grandes y voraces caimanes que Dave cree que ingresaron a la casa a través de un desagüe abierto al espacio de acceso. Los caimanes son demasiado grandes para caber alrededor de las tuberías debajo de la casa, lo que permite a Haley y Dave un área segura en el otro extremo del espacio de rastreo. Sin embargo, el huracán se intensifica y el espacio de arrastre comienza a inundarse, por lo que Haley intenta navegar alrededor de los caimanes antes de que ella y su padre se ahoguen.
Mientras intenta escapar del espacio de rastreo y defenderse de los caimanes, Haley deja caer su teléfono (que es aplastado por un cocodrilo) y descubre que la segunda salida al espacio de rastreo está bloqueada por una mesa en la parte superior de la escotilla. Ella trata de contactar a un grupo de saqueadores en una estación de servicio frente a la casa para pedir ayuda, pero los caimanes los matan. También es incapaz de evitar que los caimanes ataquen y maten a dos policías que investigan la casa en busca de sobrevivientes. Dave logra matar a un cocodrilo al partirle la cabeza con una pala, pero queda atrapado. En un último esfuerzo por escapar, Haley se dirige al desagüe de la tormenta, donde descubre que los caimanes han hecho su nido y han puesto huevos. Haley mata con éxito al otro cocodrilo con una pistola recuperada del cuerpo de uno de los agentes de policía, derribando la garganta del cocodrilo cuando casi le muerde la mano y sube las escaleras, abriendo el piso de la sala y salvando a Dave de ahogarse en el sótano.
Libres del espacio de arrastre, Haley, Dave y Sugar consiguen el bote de los saqueadores justo cuando el ojo del huracán se mueve sobre el vecindario. Sin embargo, las aguas de la inundación rompen los diques cercanos, inundando Coral Lake aún más y estrellándolos contra la casa, donde se separan. Mientras Dave y Sugar suben las escaleras, Haley navega por la cocina y usa una radio policial descartada para transmitir una señal de socorro a las autoridades.
Después de recuperar un conjunto de bengalas de la carretera y salvar a Sugar de ser atacado, Dave pierde un brazo contra uno de los caimanes, Haley intenta señalar un helicóptero de rescate desde una habitación del piso de arriba pero es atacada por otro cocodrilo, que intenta ahogarla en un Rollo de muerte. Mientras Dave y Sugar escapan al ático, Haley apuñala al cocodrilo en el ojo con una bengala e intenta nadar hacia el techo desde el exterior de la casa, evitando por poco ser golpeada por un cuarto cocodrilo antes de que sea barrido. Haley enciende una bengala y señala el helicóptero de rescate mientras Dave y Sugar observan.

## Reparto
- Kaya Scodelario como Haley Keller, una estudiante atleta, la hermana de Beth y la hija de Dave.
- Barry Pepper como Dave Keller, contratista y el padre de Beth y Haley.
- Ross Anderson como Wayne Taylor, un oficial de policía, compañero de Pete y exnovio de Beth.
- Anson Boon como Stan, un saqueador.
- José Palma como Pete, un oficial de policía y compañero de Wayne.
- George Somner como Marv.
- Ami Metcalf como Lee.
- Morfydd Clark como Beth Keller, la hermana mayor de Haley que vive en Boston, la hija de Dave y la exnovia de Wayne.
- Annamaria Serda como Emma.
- Savannah Steyn como Lisa.
- Cso-Cso como Sugar, el perro terrier peludo de Keller.

## Producción
El 1 de mayo de 2018, Paramount Pictures anunció que Alexandre Aja dirigiría la película con Kaya Scodelario como protagonista. La fotografía principal comenzó en agosto de 2018 en Belgrado, Serbia, y terminó el mes siguiente. Los efectos visuales fueron proporcionados por Rodeo FX y supervisados por Thomas Montminy Brodeur y Keith Kolder.
Scodelario consideró que el rodaje era "el más exigente físicamente" de su carrera: "Estaba destrozada al final de cada día. Estábamos rodando entre 16 y 18 horas. Estuve en el set todo el día, todos los días. Perdí alrededor de 12 lb (5 kg) filmando la película, pero gané un poco en músculo, lo que me impresionó bastante. Me rompí un dedo; llegué a casa todos los días magullada, ensangrentada y abierta". Ella ha hablado de cómo "reforzó" su personaje tanto como pudo, evitando el maquillaje y tocando la mayor parte de la película descalza, explicando: "Luché por tenerla descalza... No quería protección en mis pies. Como niña que es nadadora, usará chanclas y una vez que lo haya hecho para gatear, ella los va a patear".
Hubo un largo debate dentro del equipo creativo sobre si el perro debería vivir o morir o tal vez sacrificarse.

## Lanzamiento
Originalmente programada para su lanzamiento en Estados Unidos el 23 de agosto de 2019, la película se trasladó más tarde al 12 de julio de 2019.

### Video casero
El 15 de octubre de 2019, Paramount Pictures lanzó Crawl en Blu-ray, DVD, Digital HD con funciones y escenas eliminadas

## Recepción

### Taquilla
Crawl recaudó $39 millones en los Estados Unidos y Canadá, y $52.5 millones en otros territorios, para un total mundial de $91.5 millones, contra un presupuesto de producción de $13.5 millones.
En los Estados Unidos y Canadá, la película se estrenó junto a Stuber y se proyectó que recaudaría entre 10 y 13 millones de dólares de 3.170 salas de cine en su primer fin de semana. La película ganó $4,3 millones en su primer día, incluidos $1 millón de los avances de la noche del jueves. Luego debutó con $12 millones, terminando tercera en la taquilla. La película no se proyectó por adelantado para los críticos, y algunas publicaciones especularon que la eventual recepción positiva habría llevado a una apertura más grande si las revisiones hubieran estado disponibles antes. En su segundo fin de semana, la película ganó $6 millones, cayendo solo un 50%, mejor que el promedio para una película de terror.

### Respuesta crítica
En Rotten Tomatoes, la película tiene una calificación de aprobación del 83% basada en 183 reseñas, con una calificación promedio de 6.47/10. El consenso crítico del sitio web dice: "Una característica de criatura llena de acción que es rápida, aterradora y se beneficia enormemente de un juego completo Kaya Scodelario, Crawl es un retroceso divertido con suficiente autoconciencia para funcionar". En Metacritic, la película tiene un puntaje de promedio ponderado de 60 de 100, según las críticas de 31 críticos, lo que indica "revisiones mixtas o promedio". El público encuestado por CinemaScore le dio a la película una calificación promedio de "B" en una escala de A+ a F, mientras que aquellos en PostTrak le dieron un promedio de 2.5 de 5 estrellas y un 46% de "recomendación definitiva".
Angélica Jade Bastien, de New York, elogió la película y dijo: "Crawl es un gran ejemplo de una historia simple muy bien contada. Es una aventura sangrienta llena de giros de fortuna, ingenio mordaz, matanza cruel de cocodrilos y sorprendente ternura - que cuenta con una bendita flota de 87 minutos. Es una película de terror perfecta para el verano, tanto una oda a los aspectos cataclísmicos y humildes de la Madre Naturaleza como una carta de amor a las relaciones padre-hija". Jim Vejvoda de IGN escribió: "Crawl es una película divertida, aunque familiar entre humanos y bestias, que saca mucho provecho de su entorno y el miedo profundo de las personas a ser comidos". Advirtió que los fanáticos de Alexandre Aja podrían estar sorprendidos de cómo se compara Crawl con sus películas de terror más horripilantes.
En noviembre de 2019, Quentin Tarantino llamó a Crawl su película favorita del año.